# Anaxímenes de Mileto
Anaxímenes de Mileto (Grego: Άναξιμένης), 588–524 a.C., foi um filósofo pré-socrático do Período Arcaico, ativo na segunda metade do século VI a.C.. Anaxímenes, tal como outros na sua escola de pensamento, praticou o materialismo monista. Esta tendência para identificar uma específica realidade composta de um elemento material constitui o âmago das contribuições que deu fama a Anaxímenes.
Escreveu a obra “Sobre a natureza”, em prosa. Dedicou-se especialmente à meteorologia. Foi o primeiro a afirmar que a luz da Lua é proveniente do Sol.

## Dados biográficos
Anaxímenes nasceu na colônia grega de Mileto, aproximadamente em 588 a.C.. Seu pai era Eurístrato.
Teofrasto descreve Anaxímenes como discípulo e companheiro de Anaximandro sendo, aparentemente, cerca de vinte e dois anos mais novo do que ele.
Como mencionado por Plínio, o Velho, em sua História Natural (livro II, capítulo LXXVI), Anaxímenes foi o primeiro a analisar o cálculo geométrico das sombras para medir as partes e divisões do dia, e projetou para ele um relógio de sol, que ele chama de sciothericon.
Diógenes Laércio afirma que, segundo Apolodoro, Anaxímenes morreu na 63ª Olimpíada (528-525 a.C.).

## Anaxímenes e o arché
Enquanto que os seus predecessores, Tales de Mileto e Anaximandro, propuseram que o arqué ou arkhé (princípio da vida), a substância primária, era a água e o ápeiron respectivamente, Anaxímenes afirmava ser o ar a sua substância primária, a partir da qual todas as outras coisas eram feitas. Enquanto a escolha de ar possa parecer arbitrária, ele baseou as suas conclusões em fenômenos observáveis na natureza, como a ficção e a condensação. Quando o ar condensa, torna-se visível, como o nevoeiro e depois ar puro e outras formas de precipitação, e enquanto o ar arrefece, Anaxímenes supunha que se formaria terra e posteriormente pedra. Em contraste, a água evapora em ar, que posteriormente por ignição produz chamas quando mais rarefeito. Enquanto outros filósofos também reconheciam tais transições em estados da matéria, Anaxímenes foi o primeiro a associar os pares de qualidades quente/seco e frio/molhado com a densidade de um único material e a adicionar uma dimensão quantitativa ao sistema monista milésio.
Simplício em seu livro Física nos conta: “Anaxímenes de Mileto, filho de Eurístrates, companheiro de Anaximandro, afirma também que uma só é a natureza subjacente, e diz, como aquele, que é ilimitada, não porém indefinida, como aquele (diz), mas definida, dizendo que ela é ar. Diferencia-se nas substâncias, por rarefação e condensação. Rarefazendo-se, torna-se fogo; condensando-se, vento, depois, nuvem, e ainda mais, água, depois terra, depois pedras, e as demais coisas provêm destas. Também ele faz eterno o movimento pelo qual se dá a transformação.” A Escola Jônica foi a primeira escola filosófica grega a qual reuniu filósofos pré-socráticos (que viveram antes de Sócrates).
Os temas desenvolvidos por eles estavam centrados na natureza. O intuito era desvendar os mistérios da existência, classificando um elemento como gerador do cosmo e da vida. Essa postura foi chamada de "materialismo monista".
Para Tales de Mileto, o elemento essencial era a água (arché). Já para Anaximandro, mestre de Anaxímenes, a massa geradora de todos os seres era representada pela união dos quatro elementos (terra, fogo, ar e água) denominado de ápeiron.
Já para Anaxímenes, o elemento primordial era o ar, o princípio de todas as coisas.
Anaxímenes foi discípulo de Anaximandro, no entanto, não concordava com seu mestre sobre o conceito do ápeiron, e nem com Tales e seu conceito de arché.
Sua opinião era que o primeiro era muito abstrato (ápeiron), e o segundo muito palpável (água, o arché).
Para Anaxímenes, a substância primordial não poderia ser algo fora da observação e da realidade sensível.
Segundo ele, todas as coisas existentes são resultado da condensação ou da rarefação do ar. 
A maior parte de suas obras se perderam com o tempo, sendo a mais destacada Sobre a Natureza, a qual é possível encontrar alguns fragmentos.
Em sua teoria cosmológica, defendeu que a Terra é plana e estaria flutuando no ar. Já a lua, para ele, refletia a luz do sol e os eclipses representavam uma obstrução planetária por outro corpo celeste.
Abaixo algumas frases que ilustram o pensamento do filósofo grego:
- "Todas as coisas se originam devido ao grau de descondensação ou rarefação do ar, a mesma causa também do frio e do calor.";
- "A variação quantitativa de tensão da realidade originária dá origem a todas as coisas.";
- "A razão precisa da experiência; mas esta nada vale sem a razão.".

## A cosmologia de Anaxímenes
Tendo concluído que tudo no mundo é composto de ar, mais tarde, Anaxímenes usou a sua teoria para desenvolver um esquema que explicasse as origens de natureza da Terra e dos corpos celestes ao seu redor.
O ar para criar o disco plano da terra, que dizia ser da forma de pão numa mesa e que se comportava como uma folha a flutuar no ar. Mantendo a visão de que os corpos celestes eram como bolas de fogo no céu, Anaxímenes propôs que a terra libertasse uma exalação de ar rarefeito (pneuma) que se transformava em fogo, formando no final as estrelas. O sol não seria composto de ar rarefeito, mas sim de terra, assim como a lua. O seu aspecto em ignição não vem da sua composição mas sim do seu movimento rápido. A lua é também considerada como sendo plana, flutuando em fluxos de ar, e quando se oculta abaixo do horizonte não passa por debaixo da terra mas é obscurecida por partes mais elevadas da terra enquanto faz o seu circuito e se torna mais distante. O movimento do sol e dos outros corpos celestiais à volta da terra é similar, diz Anaxímenes, ao modo como um chapéu pode ser rodado na cabeça de uma pessoa.

## Outros fenômenos
Anaxímenes usou as suas observações e o raciocínio para providenciar as causas de outros fenómenos naturais. Terremotos, dizia, eram o resultado da falta de humidade, que causa que a terra sofra fracturas de tão seca que está, ou por excesso de humidade, que também causa fractura pelo excesso de água. Em ambos os casos, a terra torna-se fraca pelas fracturas e os montes colapsam, causando terremotos. Os relâmpagos são causados por uma separação violenta, desta vez de nuvens pelo vento, causando uma iluminação brilhante semelhante a fogo. O arco-íris, é formado quando ar densamente comprimido é tocado pelos raios do sol. Estes exemplos mostram como Anaxímenes, como os outros milésios, procuravam uma visão mais completa da natureza, procurando unificar causas para diversos eventos que ocorressem, em vez de tratar cada um por si ou atribuindo as causas a deuses ou a uma natureza personificada.

## Obras
Anaxímenes escreveu a obra de nome Peri Physeos ("Sobre a Natureza"), obra que hoje em dia se encontra perdida. Mas temos referência a ela a partir de Diógenes, que disse dele que escrevia em dialecto jónico e num estilo conciso.
Segundo menciona Plínio, o Velho na sua obra Historia Natural (Livro II, Capítulo XXVI/126), Anaxímenes foi o primeiro a analisar geometricamente aspectos das sombras para medir as partes e divisões do dia, e desenhou um relógio de sol que denominava Sciothericon. Literalmente: Umbrarum hanc rationem et quam vocant gnomonicen invenit Anaximenes Milesius, Anaximandri, de quo diximius, discipulus, primusque horologium, quod appellant, Lacedaemone ostendit.